# Doctrina Estrada
La Doctrina Estrada és el nom de la idea central de la Política Exterior de Mèxic de 1930 a 2000. El seu nom es deriva de Genaro Estrada, Secretari de Relacions Exteriors durant la Presidència de Pascual Ortiz Rubio. El Secretari Estrada va anunciar aquesta doctrina, mitjançant un document enviat als representants de Mèxic en l'estranger, amb data del 27 de setembre de 1930, en el qual queda desenvolupat el principi de no-intervenció, encara que amb un enfocament diferent a l'usat per James Monroe, conegut com a Doctrina Monroe. La Doctrina Estrada establix que Mèxic no ha d'emetre judicis referent a l'existència de governs estrangers i activitats emanades d'ells, ja que aquesta pràctica es considera denigrant, donat que menysté la sobirania d'un estat. A més s'establix que Mèxic tan sols es limitarà a mantenir o retirar als seus agents diplomàtics en altres nacions, així com acceptar o seguir acceptant, segons es consideri necessari, a representants estrangers. Així es fonamenta, per a Mèxic, un principi de no-intervenció en el qual aquest país no es considera en capacitat de jutjar, aprovar o desaprovar a altres nacions. El seu ús més estès es va donar en els anys 70 on Mèxic no va atorgar reconeixement d'Estat als països sud-americans que van patir cops d'estat.
Els seus crítics afirmen que la Doctrina Estrada afavoreix una visió tancada de la sobirania, i sosté que governs estrangers no haurien de jutjar (per a bé o per a malament), governs o canvis en governs d'altres nacions, ja que implicaria una violació a la seva sobirania.
Mèxic va abandonar la doctrina Estrada en 2000 durant la Presidència de Vicente Fox.